# Šoštanj
Šoštanj – miasto w Słowenii, siedziba gminy Šoštanj. W 2018 roku liczyło 2836 mieszkańców.
Jest położony w północnej części kraju, w Velenjskiej kotlinie, nad rzeką Paką, dopływem Savinji.
Funkcjonuje tu elektrociepłownia o największej mocy w Słowenii, która pokrywa 1/3 zapotrzebowania na energię elektryczną kraju. Jej paliwem jest węgiel brunatny wydobywany w Velenju.
Pierwsza historyczna wzmianka o mieście pochodzi z XIV wieku.